# Shuncheng
Der Stadtbezirk Shuncheng (chinesisch 顺城区, Pinyin Shùnchéng Qū) ist ein Stadtbezirk der bezirksfreien Stadt Fushun im Nordosten der Provinz Liaoning der Volksrepublik China. Der Stadtbezirk hat eine Fläche von 357,9 km² und 466.126 Einwohner (Stand: Zensus 2020).

## Administrative Gliederung
Auf Gemeindeebene setzt sich der Stadtbezirk aus sechs Straßenvierteln, einer Großgemeinde und zwei Gemeinden zusammen. Diese sind:
- Straßenviertel Hedong 河东街道
- Straßenviertel Changchun 长春街道
- Straßenviertel Gebu 葛布街道
- Straßenviertel Jiangjunbao 将军堡街道
- Straßenviertel Xinhua 新华街道
- Straßenviertel Fushuncheng 抚顺城街道

- Großgemeinde Qianmian 前甸镇

- Gemeinde Hebei 河北乡
- Gemeinde Huiyuan 会元乡